# 大竹ジャンクション

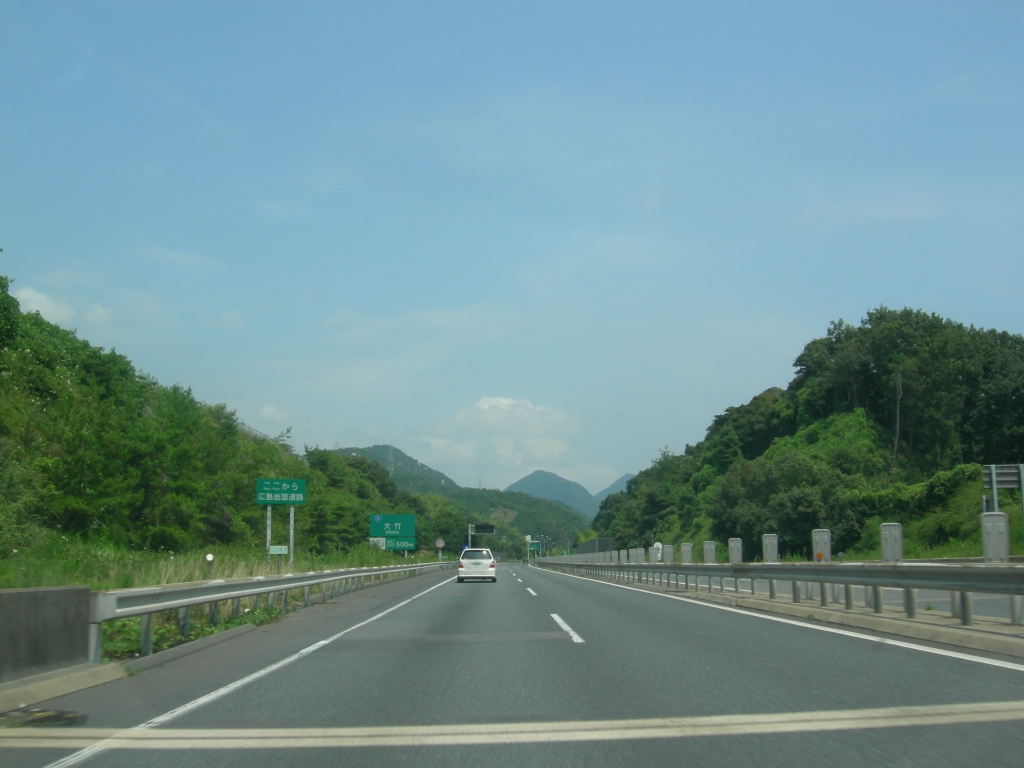
大竹ジャンクション（広島県大竹市）

大竹ジャンクション（おおたけジャンクション）は、広島県大竹市小方町小方にある山陽自動車道と広島岩国道路のジャンクションである。

## 概要
現段階ではジャンクションとしての形をしておらず、本線上には広島岩国道路と山陽自動車道の境界を表す標識が設置されているのみで、その他の施設は設置されていない。現存する広島岩国道路とは別に山陽自動車道の広島方面が建設される際に併せて分岐施設が建設されることになっているが、現在当該区間の建設の予定はない（広島岩国道路の概要参照）。
なお、大竹JCTに近接して大竹西インターチェンジ（岩国方面のみのハーフIC）が建設中であり、大竹JCTと一体構造となる予定である。

## 接続する道路
大竹JCT
- E2 広島岩国道路
- E2 山陽自動車道

大竹西IC
- 国道2号 岩国大竹道路（事業中）

## 隣
E2 広島岩国道路
(32-3)大竹IC - 大竹JCT
E2 山陽自動車道
大竹JCT - (34)岩国IC
国道2号 岩国・大竹道路
小方IC - 大竹西IC - 室の木IC